# Tour de la Grue jaune

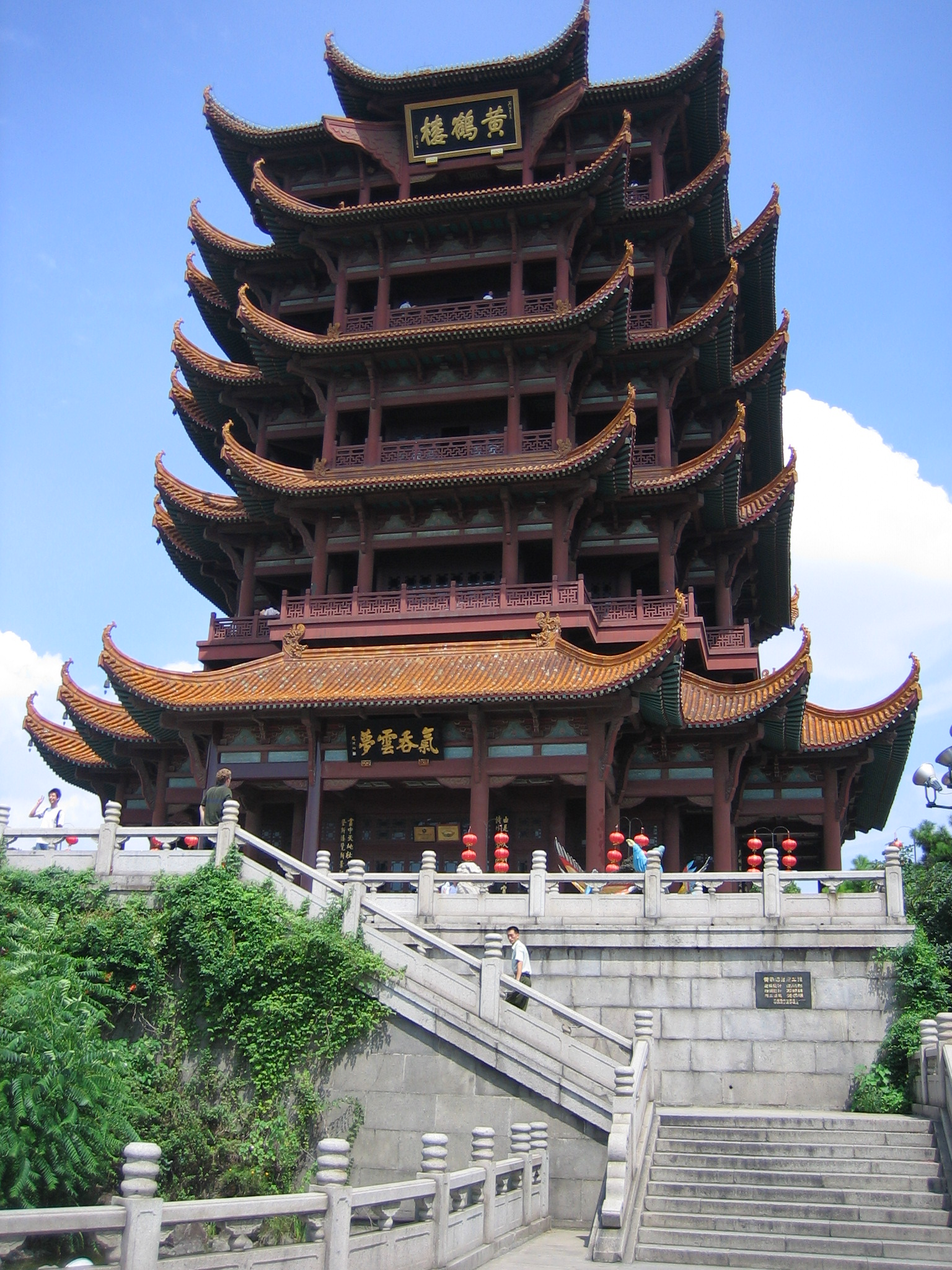
Dernière version en date de la Tour de la grue jaune

La tour de la Grue jaune (chinois : 黄鹤楼 ; pinyin : Huánghè lóu ; litt. « pavillon de la Grue jaune »), est un bâtiment de cinq étages de grande importance pour l'histoire de l'art chinois, édifié sur la colline du Serpent (zh), dans le district de Wuchang, à Wuhan, province de Hubei, en République populaire de Chine. Son plus haut balcon offre une belle vue sur le fleuve Yangtze à l'Ouest. À l'Est de la colline on peut également, pour quelques yuans, faire sonner la grande cloche du temple.

## Histoire
Elle est située sur Shéshān (蛇山, « Colline du serpent »), la tour a été détruite de nombreuses fois au cours de ses presque 2000 ans d'histoire et reconstruite de formes différents à chaque époque. La construction actuelle date de 1985 et tente de conserver le style architectural des anciennes versions mais la structure est faite de matériaux modernes, plus résistante au feu et possède un ascenseur. Dans la tour, des maquettes reconstituent les différentes versions de la tour.
Le premier bâtiment a été construit en 223, au cours de la période des Trois Royaumes, en bois. Au fil des années, la tour a été plusieurs fois détruite, souvent par le feu. Pour cette raison, dans la version actuelle, à l'intérieur de la tour, à peu-près seules les tables sont en bois.

## Poésie
Cui Hao (崔颢 / 崔顥, Cuī hào), un célèbre poète de la dynastie Tang, a visité la structure, telle qu'elle était au début du VIIIe siècle. Son poème intitulé « La Tour de la Grue jaune » fit de la tour le bâtiment le plus célèbre de la Chine méridionale.
Ce poème raconte qu'un universitaire, se tenant debout dans la tour, aperçut une grue en vol. Il lui demanda de s'atteler sur son dos et de faire une promenade. Elle le conduisit au palais céleste, et on ne le revit jamais.
Cui Hao, (崔顥, Cuī Hào) « La Tour de la grue jaune », 《黃鶴樓》.
昔人已乘黃鶴去，

此地空餘黃鶴樓。

黃鶴一去不復返，

白雲千載空悠悠。

晴川歷歷漢陽樹，

芳草萋萋鸚鵡洲。

日暮鄉關何處是? 

烟波江上使人愁。
Ici un autre poème qui relate l'évènement écrit par Li Bai.
黃鶴樓送孟浩然之廣陵

故人西辭黃鶴樓，

烟花三月下揚州。

孤帆遠影碧空盡，

唯見長江天際流。
que l'on pourrait traduire à peu près par: 
Mon vieil ami a fait ses adieux à l'ouest, ici à la Tour de la grue jaune,

En ce troisième mois où un nuage de saule fleurissent, il va à Yangzhou.

Le voile solitaire est une ombre lointaine, au bord d'un bleu vide,

Du ciel je ne vois plus que le débit du fleuve Yangzi au lointain horizon.
La Tour de la grue jaune est aussi un poème écrit par Mao Zedong, en 1927.

## Vues de l'édifice

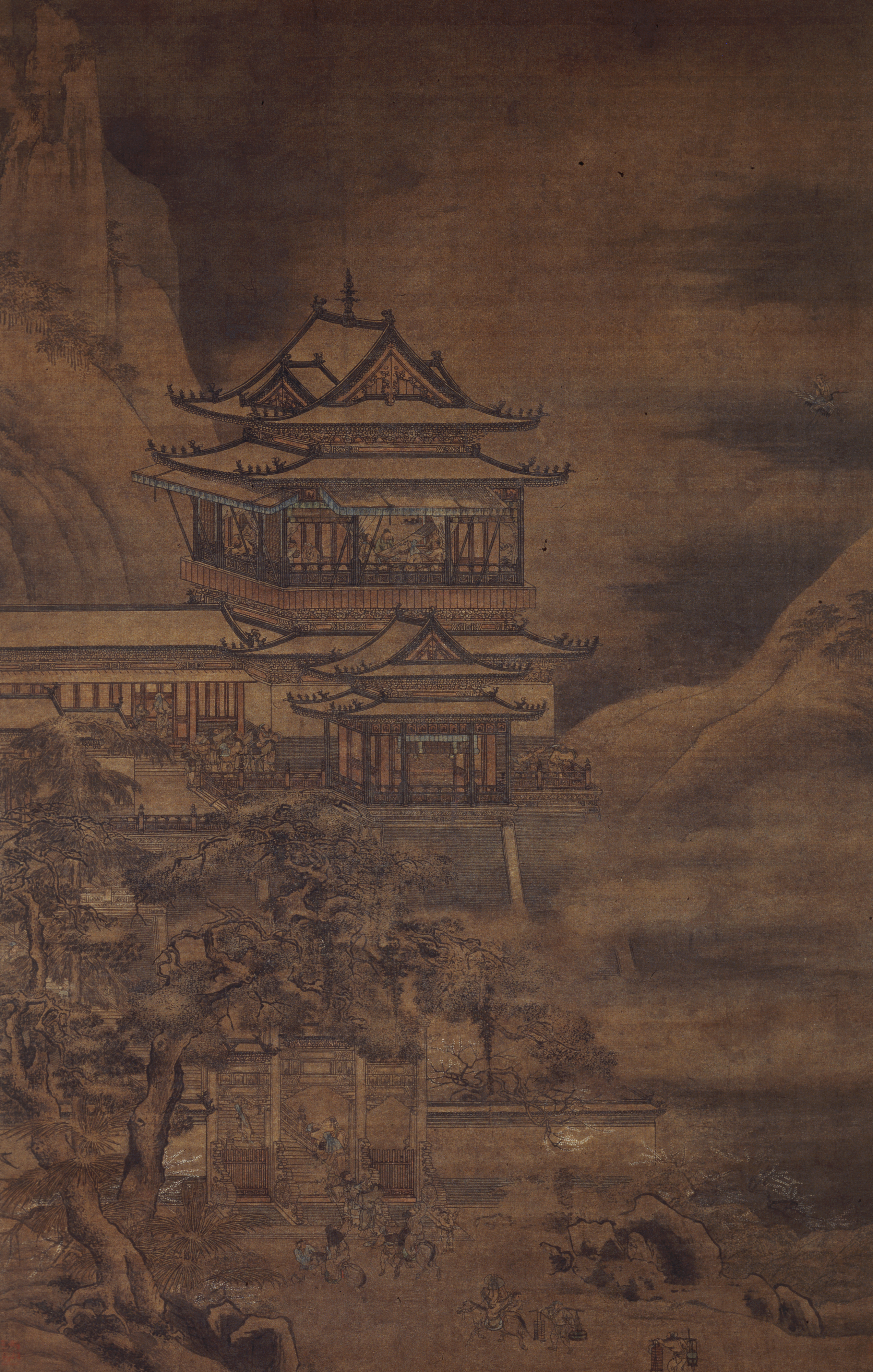
La tour sous la dynastie Ming (1368 — 1644)
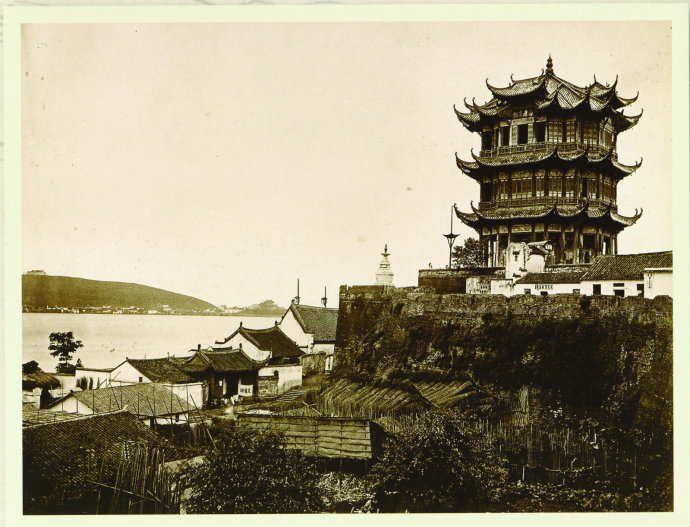
Photographie de l'avant-dernière version dans les années 1870
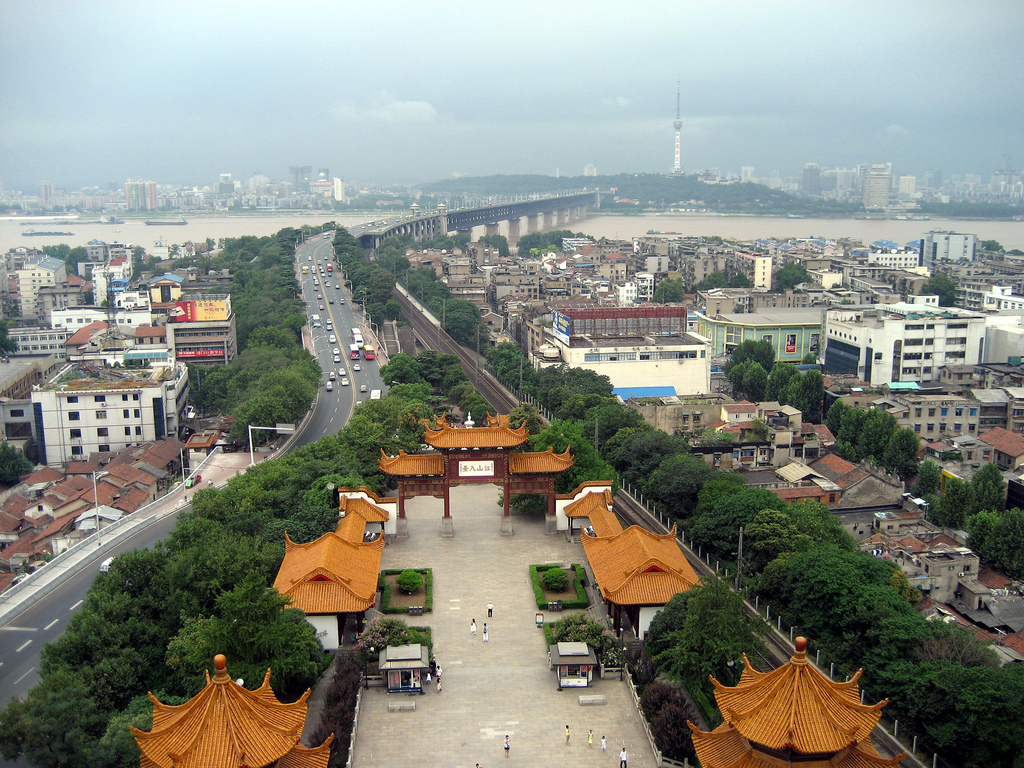
vue dans la direction du fleuve Yangzi depuis la tour
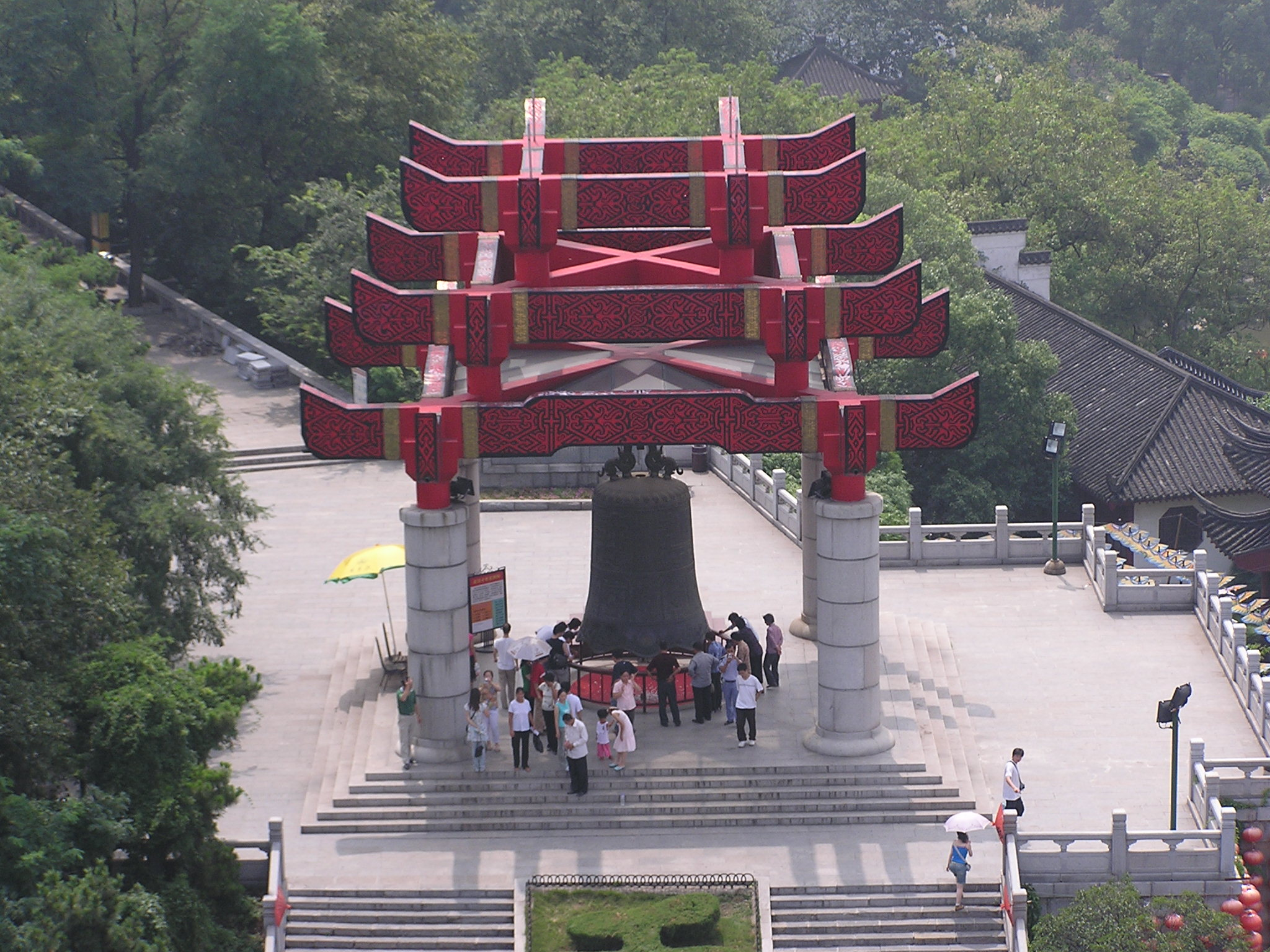
L'imposante cloche de la tour
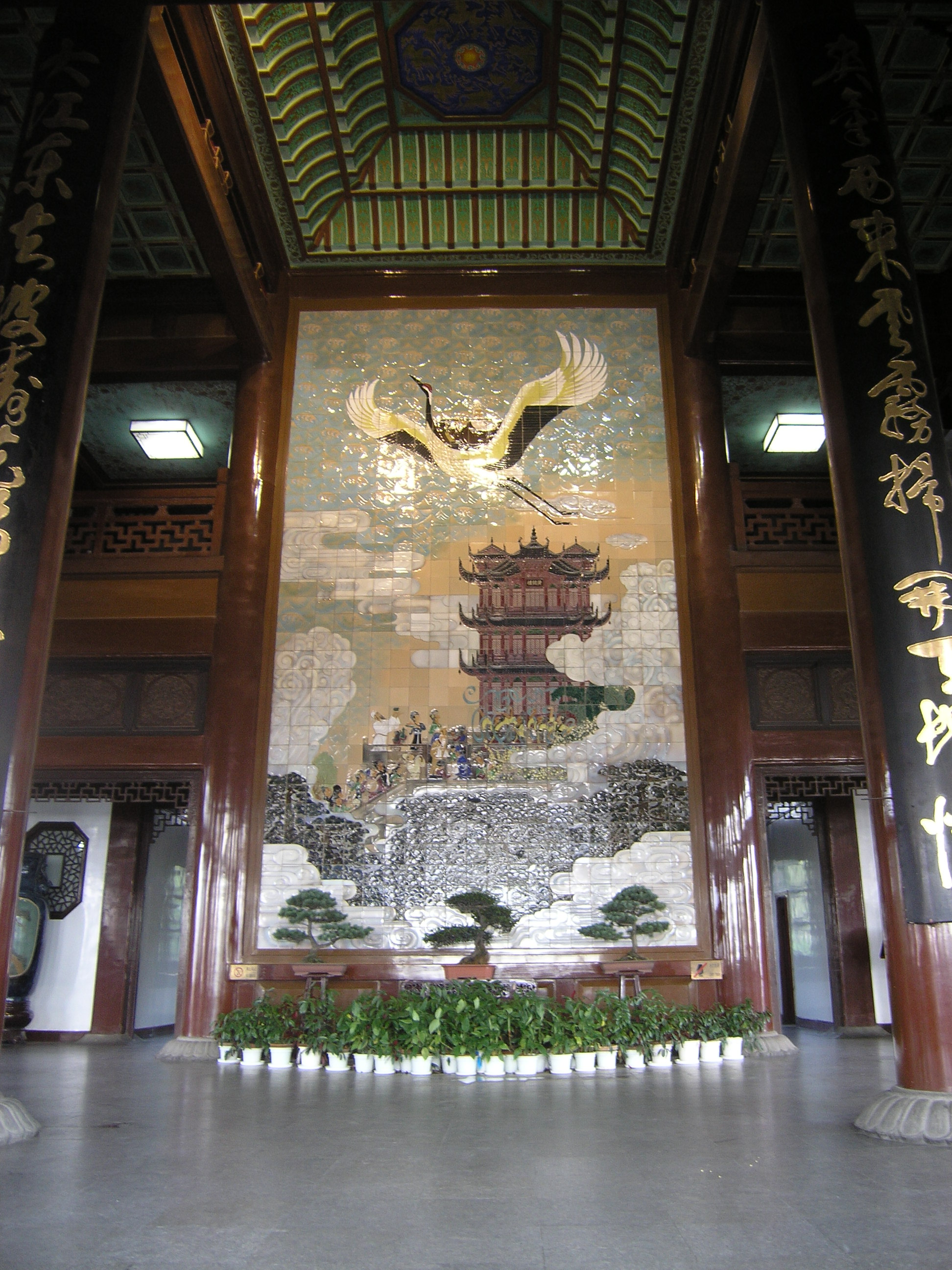
Hall intérieur au niveau du rez-de-chaussée
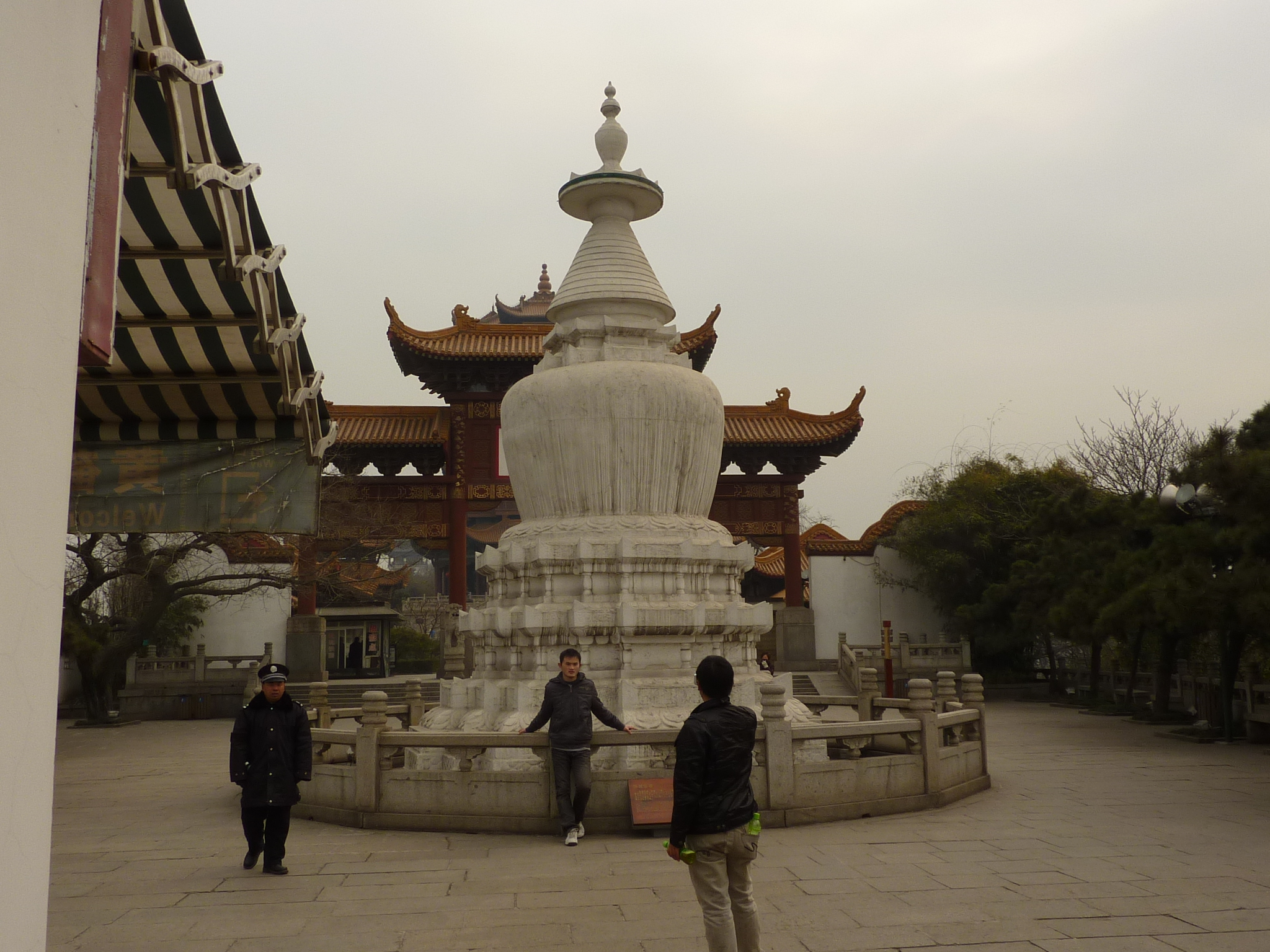
Stupa (ou chörten), stupa Shèngxiàng du jardin de la tour de la Grue jaune, datant de 1343, sous la dynastie Yuan.